# Campionato europeo maschile di pallacanestro Under-20 2014
Il 17º Campionato Europeo maschile Under-20 di Pallacanestro FIBA (noto anche come FIBA EuroBasket Under-20 2014) si è svolto a Candia e a Retimo, in Grecia, dall'8 al 20 luglio 2014.

## Risultati

### Prima fase

#### Gruppo A
| Pos. | Squadra       | Pt | G | V | P | PF  | PS  | Dp  |
| ---- | ------------- | -- | - | - | - | --- | --- | --- |
| 1.   | Lituania      | 8  | 4 | 4 | 0 | 304 | 243 | +61 |
| 2.   | Gran Bretagna | 6  | 4 | 2 | 2 | 250 | 262 | -12 |
| 3.   | Grecia        | 6  | 4 | 2 | 2 | 277 | 284 | -7  |
| 4.   | Lettonia      | 5  | 4 | 1 | 3 | 266 | 284 | -18 |
| 5.   | Ungheria      | 5  | 4 | 1 | 3 | 247 | 271 | -24 |

| Arbitri: | Fernando Rocha Igor Dragojević Petr Hrůša |

|                          |          |            |
| Mpochōridīs 20           | Punti    | 15 Tamulis |
| Agravanīs 5              | Assist   | 4 Tarolis  |
| Agravanīs, Diamantakos 7 | Rimbalzi | 8 Tarolis  |

| Arbitri: | Tomasz Trawicki Marius Ciulin Haris Bijedić |

|                  |          |             |
| Young 17         | Punti    | 18 Šmits    |
| Nelson 6         | Assist   | 6 Pļavnieks |
| Bigby-Williams 9 | Rimbalzi | 14 Šmits    |

| Arbitri: | Paolo Taurino Serhij Zaščuk Haris Bijedić |

|              |          |                 |
| Pasečņiks 18 | Punti    | 21 Mpochōridīs  |
| Pļavnieks 7  | Assist   | 3 tre giocatori |
| Pasečņiks 10 | Rimbalzi | 9 Diamantakos   |

| Arbitri: | Emin Moğulkoç Anton Machlin Miroslav Tomov |

|            |          |                   |
| Váradi 14  | Punti    | 12 Bigby-Williams |
| Simon 5    | Assist   | 4 Spencer         |
| Csákvári 7 | Rimbalzi | 9 Bigby-Williams  |

| Arbitri: | Sašo Petek Igor Dragojević Torkild Rodsand |

|                            |          |               |
| Kamperidīs 14              | Punti    | 17 Perl       |
| Agravanīs, Christodoulou 4 | Assist   | 4 Perl        |
| Kamperidīs 11              | Rimbalzi | 7 Bakk, Simon |

| Arbitri: | Ilija Belošević Miroslav Tomov Omar Bermúdez |

|              |          |             |
| Žalalis 14   | Punti    | 12 Šmits    |
| Gintvainis 4 | Assist   | 4 Gludītis  |
| Dimša 7      | Rimbalzi | 8 Pasečņiks |

| Arbitri: | Emin Moğulkoç Erez Gurion Anton Machlin |

|                  |          |                |
| Nelson 18        | Punti    | 14 Mpochōridīs |
| Young 6          | Assist   | 7 Mpochōridīs  |
| Bigby-Williams 9 | Rimbalzi | 10 Kamperidīs  |

| Arbitri: | Fernando Rocha Moritz Reiter Serhij Zaščuk |

|                 |          |            |
| Váradi 14       | Punti    | 20 Tarolis |
| Váradi, Simon 4 | Assist   | 5 Grigonis |
| Bognar 5        | Rimbalzi | 9 Tarolis  |

| Arbitri: | Benjamín Jiménez Tomislav Vovk Petr Hrůša |

|             |          |               |
| Geks 24     | Punti    | 18 Molnár     |
| Pļavnieks 5 | Assist   | 4 Perl, Simon |
| Gromovs 10  | Rimbalzi | 6 Molnár      |

| Arbitri: | Tomasz Trawicki Nicolas Maestre Anton Machlin |

|              |          |                   |
| Dimša 20     | Punti    | 19 Young          |
| Lekavičius 7 | Assist   | 6 Nelson          |
| Krestinin 12 | Rimbalzi | 11 Bigby-Williams |

#### Gruppo B
| Pos. | Squadra  | Pt | G | V | P | PF  | PS  | Dp  |
| ---- | -------- | -- | - | - | - | --- | --- | --- |
| 1.   | Serbia   | 8  | 3 | 4 | 0 | 294 | 239 | +65 |
| 2.   | Slovenia | 6  | 4 | 2 | 2 | 262 | 257 | +5  |
| 3.   | Spagna   | 6  | 4 | 2 | 2 | 257 | 253 | +4  |
| 4.   | Germania | 6  | 4 | 2 | 2 | 266 | 248 | +16 |
| 5.   | Svezia   | 4  | 4 | 0 | 4 | 213 | 295 | -82 |

| Arbitri: | Paolo Taurino Nicolas Maestre Boris Gabara |

|                    |          |             |
| Kastrati 17        | Punti    | 23 Janković |
| Nikolić 6          | Assist   | 4 Pot       |
| Kastrati, Ritlop 5 | Rimbalzi | 9 Janković  |

| Arbitri: | Emin Moğulkoç Erez Gurion Tomislav Vovk |

|                 |          |                |
| Ogbe, Ugrai 10  | Punti    | 14 Vicedo      |
| Lockhart 3      | Assist   | 4 Vicedo       |
| Müller, Jorch 5 | Rimbalzi | 11 Hernangómez |

| Arbitri: | Nicolas Maestre Tomasz Trawicki Antonis Demetriou |

|            |          |            |
| Larsson 12 | Punti    | 17 Akpinar |
| Larsson 2  | Assist   | 4 Geske    |
| Spires 7   | Rimbalzi | 10 Ugrai   |

| Arbitri: | Fernando Rocha Igor Dragojević Gentian Cici |

|                |          |             |
| Hernangómez 19 | Punti    | 22 Rebec    |
| Díaz 6         | Assist   | 10 Rebec    |
| Hernangómez 8  | Rimbalzi | 10 Kastrati |

| Arbitri: | Oļegs Latiševs Nicolas Maestre Haris Bijedić |

|                     |          |                |
| Andrić, Janković 16 | Punti    | 21 Brizuela    |
| Andrić 5            | Assist   | 4 Brizuela     |
| Janković 11         | Rimbalzi | 11 Hernangómez |

| Arbitri: | Erez Gurion Anton Machlin Petr Hrůša |

|            |          |                       |
| Nikolić 22 | Punti    | 16 Dawit              |
| Rebec 7    | Assist   | 5 Lindström, Schüberg |
| Bolčina 9  | Rimbalzi | 5 Spires              |

| Arbitri: | Paolo Taurino Tomislav Vovk Doru Vinasi |

|               |          |            |
| Ugrai 14      | Punti    | 14 Bolčina |
| Merz, Geske 3 | Assist   | 7 Rebec    |
| Ugrai 8       | Rimbalzi | 8 Bolčina  |

| Arbitri: | Spyridon Gontas Keith Williams Tamás Benczúr |

|                     |          |          |
| Larsson 12          | Punti    | 18 Rebić |
| Spires, Lindström 3 | Assist   | 6 Pot    |
| Spires 7            | Rimbalzi | 11 Tejić |

| Arbitri: | Paolo Taurino Boris Gabara Torkild Rodsand |

|                |          |                     |
| Hernangómez 19 | Punti    | 17 Lindström        |
| Martín 6       | Assist   | 6 Schüberg          |
| Hernangómez 10 | Rimbalzi | 10 Eliasson, Spires |

| Arbitri: | Marius Ciulin Erez Gurion Miroslav Tomov |

|            |          |           |
| Novak 32   | Punti    | 16 Ugrai  |
| Rebić 6    | Assist   | 9 Akpinar |
| Janković 9 | Rimbalzi | 7 Ugrai   |

#### Gruppo C
| Pos. | Squadra    | Pt | G | V | P | PF  | PS  | Dp  |
| ---- | ---------- | -- | - | - | - | --- | --- | --- |
| 1.   | Turchia    | 8  | 4 | 4 | 0 | 327 | 279 | +48 |
| 2.   | Croazia    | 7  | 4 | 3 | 1 | 290 | 245 | +45 |
| 3.   | Italia     | 6  | 4 | 2 | 2 | 305 | 314 | -9  |
| 4.   | Montenegro | 5  | 4 | 1 | 3 | 313 | 316 | -3  |
| 5.   | Rep. Ceca  | 4  | 4 | 0 | 4 | 240 | 321 | -81 |

| Arbitri: | Oļegs Latiševs Gentian Cici Tamás Benczúr |

|             |          |                  |
| Altunbey 14 | Punti    | 17 Gabrić        |
| Erülkü 4    | Assist   | 5 Marinelli      |
| Altunbey 9  | Rimbalzi | 9 Brzoja, Gabrić |

| Arbitri: | Ilija Belošević Jurgis Laurinavičius Fedja Serhatlic |

|            |          |          |
| Peterka 23 | Punti    | 19 Turel |
| Feštr 3    | Assist   | 5 Akele  |
| Slanina 9  | Rimbalzi | 8 Landi  |

| Arbitri: | Spyridon Gontas Moritz Reiter Torkild Rodsand |

|            |          |                    |
| Miković 22 | Punti    | 13 Kouřil, Slanina |
| Žižić 6    | Assist   | 4 Kouřil           |
| Žižić 8    | Rimbalzi | 7 Křivánek         |

| Arbitri: | Benjamín Jiménez Sašo Petek Keith Williams |

|                 |          |            |
| Fontecchio 19   | Punti    | 14 Şanlı   |
| tre giocatori 3 | Assist   | 7 Özmızrak |
| Landi 7         | Rimbalzi | 11 Demir   |

| Arbitri: | Tomasz Trawicki Serhij Zaščuk Doru Vinasi |

|                 |          |                      |
| Gabrić          | Punti    | 14 Landi, Laquintana |
| tre giocatori 4 | Assist   | 5 Turel              |
| Brzoja 13       | Rimbalzi | 5 tre giocatori      |

| Arbitri: | Fernando Rocha Marius Ciulin Jurgis Laurinavičius |

|             |          |                 |
| Özmızrak 16 | Punti    | 18 Žižić        |
| Osman 4     | Assist   | 4 Vrbica, Žižić |
| Türen 8     | Rimbalzi | 8 Mrdak         |

| Arbitri: | Sašo Petek Miroslav Tomov Antonis Demetriou |

|            |          |           |
| Peterka 19 | Punti    | 24 Birsen |
| Kouřil 6   | Assist   | 6 Birsen  |
| Kouřil 6   | Rimbalzi | 7 Birsen  |

| Arbitri: | Benjamín Jiménez Fedja Serhatlic Boris Gabara |

|            |          |                  |
| Miković 18 | Punti    | 13 Brzoja, Mavra |
| Đurović 6  | Assist   | 5 tre giocatori  |
| Miković 14 | Rimbalzi | 9 Bundović       |

| Arbitri: | Gentian Cici Jurgis Laurinavičius Tamás Benczúr |

|             |          |            |
| Candussi 24 | Punti    | 25 Miković |
| Turel 8     | Assist   | 6 Žižić    |
| Candussi 13 | Rimbalzi | 11 Miković |

| Arbitri: | Oļegs Latiševs Doru Vinasi Omar Bermúdez |

|             |          |                   |
| Bundović 17 | Punti    | 11 Peterka        |
| Mavra 4     | Assist   | 2 Křivánek        |
| Brzoja 9    | Rimbalzi | 7 Peterka, Soukal |

#### Gruppo D
| Pos. | Squadra  | Pt | G | V | P | PF  | PS  | Dp  |
| ---- | -------- | -- | - | - | - | --- | --- | --- |
| 1.   | Francia  | 7  | 4 | 3 | 1 | 284 | 265 | +19 |
| 2.   | Israele  | 7  | 4 | 3 | 1 | 277 | 248 | +29 |
| 3.   | Polonia  | 6  | 4 | 2 | 2 | 269 | 290 | -21 |
| 4.   | Russia   | 6  | 4 | 2 | 2 | 270 | 262 | +8  |
| 5.   | Bulgaria | 4  | 4 | 0 | 4 | 286 | 321 | -35 |

| Arbitri: | Benjamín Jiménez Serhij Zaščuk Keith Williams |

|                     |          |              |
| Grzeliński 21       | Punti    | 20 Vezenkov  |
| Grzeliński 7        | Assist   | 5 Karamfilov |
| Jeszke, Witliński 7 | Rimbalzi | 15 Vezenkov  |

| Arbitri: | Spyridon Gontas Sašo Peter Moritz Reiter |

|           |          |                      |
| Jaiteh 14 | Punti    | 13 Kulagin, Martynov |
| Dallo 6   | Assist   | 6 Annaev             |
| Jaiteh 10 | Rimbalzi | 6 Gankevič           |

| Arbitri: | Oļegs Latiševs Jurgis Laurinavičius Doru Vinasi |

|                     |          |            |
| Gutt 16             | Punti    | 10 Jeszke  |
| Sharon 6            | Assist   | 3 Borowski |
| Menco, Zalmanson 13 | Rimbalzi | 6 Borowski |

| Arbitri: | Ilija Belošević Boris Gabara Omar Bermúdez |

|             |          |             |
| Vezenkov 24 | Punti    | 21 Dallo    |
| Vezenkov 5  | Assist   | 4 Rozenfeld |
| Vezenkov 13 | Rimbalzi | 8 Jaiteh    |

| Arbitri: | Gentian Cici Tomislav Vovk Antonis Demetriou |

|                    |          |                   |
| Krečetov 14        | Punti    | 14 Vezenkov       |
| Annaev, Babuškin 3 | Assist   | 5 Marinov, Minkov |
| Gankevič 12        | Rimbalzi | 10 Vezenkov       |

| Arbitri: | Emin Moğulkoç Miroslav Tomov Tamás Benczúr |

|             |          |                     |
| Jaiteh 21   | Punti    | 15 Ariel            |
| Rozenfeld 5 | Assist   | 3 Sharon, Zalmanson |
| Chassang 9  | Rimbalzi | 8 Ginat             |

| Arbitri: | Marius Ciulin Omar Bermúdez Torkild Rodsand |

|              |          |           |
| Garbacz 16   | Punti    | 13 Sene   |
| Grzeliński 6 | Assist   | 6 Dallo   |
| Witliński 10 | Rimbalzi | 13 Jaiteh |

| Arbitri: | Igor Dragojević Haris Bijedić Petr Hrůša |

|          |          |              |
| Menco 17 | Punti    | 15 Il'nickij |
| Sharon 3 | Assist   | 4 Kulagin    |
| Segev 7  | Rimbalzi | 9 Babuškin   |

| Arbitri: | Spyridon Gontas Moritz Reiter Fedja Serhatlic |

|              |          |                 |
| Vezenkov 29  | Punti    | 19 Menco        |
| Karamfilov 4 | Assist   | 8 Sharon        |
| Vezenkov 13  | Rimbalzi | 7 Menco, Geffen |

| Arbitri: | Ilija Belošević Keith Williams Antonis Demetriou |

|                 |          |              |
| Il'nickij 15    | Punti    | 19 Witliński |
| Kašin, Annaev 3 | Assist   | 9 Grzeliński |
| Il'nickij 8     | Rimbalzi | 10 Witliński |

### Seconda fase

#### Gruppo E
| Pos. | Squadra       | Pt | G | V | P | PF  | PS  | Dp  |
| ---- | ------------- | -- | - | - | - | --- | --- | --- |
| 1.   | Serbia        | 9  | 5 | 4 | 1 | 359 | 303 | +56 |
| 2.   | Spagna        | 8  | 5 | 3 | 2 | 325 | 320 | +5  |
| 3.   | Lituania      | 8  | 5 | 3 | 2 | 333 | 338 | -5  |
| 4.   | Grecia        | 7  | 5 | 2 | 3 | 343 | 338 | +5  |
| 5.   | Slovenia      | 7  | 5 | 2 | 3 | 336 | 335 | +1  |
| 6.   | Gran Bretagna | 6  | 5 | 1 | 4 | 310 | 372 | -62 |

| Candia 14 luglio 2014, ore 17:00 UTC+3 | Slovenia | 75 – 52 (19-10, 35-24, 55-37) referto | Gran Bretagna | Heraklion Arena |

| Candia 14 luglio 2014, ore 19:15 UTC+3 | Grecia | 70 – 69 (14-21, 34-33, 53-52) referto | Serbia | Heraklion Arena |

| Candia 14 luglio 2014, ore 20:15 UTC+3 | Spagna | 65 – 62 (21-18, 39-28, 56-43) referto | Lituania | Heraklion University Hall |

| Candia 15 luglio 2014, ore 19:15 UTC+3 | Gran Bretagna | 57 – 74 (19-22, 26-39, 43-59) referto | Serbia | Heraklion University Hall |

| Candia 15 luglio 2014, ore 19:15 UTC+3 | Spagna | 60 – 58 (22-12, 32-29, 41-46) referto | Grecia | Heraklion Arena |

| Candia 15 luglio 2014, ore 21:30 UTC+3 | Lituania | 63 – 62 (11-15, 25-38, 42-52) referto | Slovenia | Heraklion Arena |

| Candia 16 luglio 2014, ore 17:00 UTC+3 | Gran Bretagna | 59 – 76 (8-10, 31-29, 47-59) referto | Spagna | Heraklion Arena |

| Candia 16 luglio 2014, ore 19:15 UTC+3 | Slovenia | 67 – 84 (15-25, 33-45, 45-62) referto | Grecia | Heraklion Arena |

| Candia 16 luglio 2014, ore 19:15 UTC+3 | Serbia | 73 – 54 (16-7, 40-28, 52-44) referto | Lituania | Heraklion University Hall |

#### Gruppo F
| Pos. | Squadra | Pt | G | V | P | PF  | PS  | Dp  |
| ---- | ------- | -- | - | - | - | --- | --- | --- |
| 1.   | Croazia | 9  | 5 | 4 | 1 | 364 | 324 | +40 |
| 2.   | Turchia | 9  | 5 | 4 | 1 | 362 | 317 | +45 |
| 3.   | Francia | 9  | 5 | 4 | 1 | 331 | 315 | +16 |
| 4.   | Israele | 7  | 5 | 2 | 3 | 358 | 350 | +8  |
| 5.   | Italia  | 6  | 5 | 1 | 4 | 326 | 367 | -41 |
| 6.   | Polonia | 5  | 5 | 0 | 5 | 268 | 336 | -68 |

| Candia 14 luglio 2014, ore 17:00 UTC+3 | Polonia | 51 – 59 (16-18, 27-34, 36-48) referto | Turchia | Heraklion University Hall |

| Candia 14 luglio 2014, ore 19:15 UTC+3 | Israele | 76 – 80 (d.1 t.s.) (19-11, 39-29, 57-49, 72-72) referto | Croazia | Heraklion University Hall |

| Candia 14 luglio 2014, ore 21:30 UTC+3 | Italia | 65 – 66 (16-15, 26-31, 47-50) referto | Francia | Heraklion Arena |

| Candia 15 luglio 2014, ore 17:00 UTC+3 | Turchia | 79 – 66 (17-22, 38-34, 54-53) referto | Israele | Heraklion Arena |

| Candia 15 luglio 2014, ore 17:00 UTC+3 | Polonia | 52 – 61 (11-15, 23-30, 35-57) referto | Italia | Heraklion University Hall |

| Candia 15 luglio 2014, ore 21:30 UTC+3 | Croazia | 63 – 55 (11-15, 34-22, 42-36) referto | Francia | Heraklion University Hall |

| Candia 16 luglio 2014, ore 17:00 UTC+3 | Israele | 79 – 67 (19-21, 34-32, 56-53) referto | Italia | Heraklion University Hall |

| Candia 16 luglio 2014, ore 21:30 UTC+3 | Francia | 68 – 64 (19-20, 34-35, 41-52) referto | Turchia | Heraklion University Hall |

| Candia 16 luglio 2014, ore 21:30 UTC+3 | Croazia | 75 – 56 (22-12, 33-21, 58-37) referto | Polonia | Heraklion Arena |

### Incontri di classificazione

#### Gruppo G
| Pos. | Squadra    | Pt | G | V | P | PF  | PS  | Dp  |
| ---- | ---------- | -- | - | - | - | --- | --- | --- |
| 1.   | Lettonia   | 5  | 3 | 2 | 1 | 203 | 187 | +16 |
| 2.   | Bulgaria   | 5  | 3 | 2 | 1 | 223 | 207 | +16 |
| 3.   | Svezia     | 4  | 3 | 1 | 2 | 186 | 200 | -14 |
| 4.   | Montenegro | 4  | 3 | 1 | 2 | 188 | 206 | -18 |

| Candia 14 luglio 2014, ore 12:30 UTC+3 | Lettonia | 69 – 63 (19-22, 32-35, 52-52) referto | Bulgaria | Heraklion Arena |

| Candia 14 luglio 2014, ore 12:30 UTC+3 | Svezia | 65 – 47 (22-17, 36-33, 47-41) referto | Montenegro | Heraklion University Hall |

| Candia 15 luglio 2014, ore 12:30 UTC+3 | Montenegro | 60 – 59 (16-22, 29-41, 45-48) referto | Lettonia | Heraklion University Hall |

| Candia 15 luglio 2014, ore 14:45 UTC+3 | Bulgaria | 78 – 57 (26-7, 49-27, 60-38) referto | Svezia | Heraklion University Hall |

| Candia 16 luglio 2014, ore 12:30 UTC+3 | Montenegro | 81 – 82 (d.1 t.s.) (17-13, 34-29, 49-50, 75-75) referto | Bulgaria | Heraklion Arena |

| Candia 16 luglio 2014, ore 14:45 UTC+3 | Lettonia | 75 – 64 (20-14, 44-36, 60-52) referto | Svezia | Heraklion Arena |

#### Gruppo H
| Pos. | Squadra   | Pt | G | V | P | PF  | PS  | Dp  |
| ---- | --------- | -- | - | - | - | --- | --- | --- |
| 1.   | Russia    | 5  | 3 | 2 | 1 | 204 | 174 | +30 |
| 2.   | Germania  | 5  | 3 | 2 | 1 | 199 | 165 | +34 |
| 3.   | Ungheria  | 5  | 3 | 2 | 1 | 185 | 185 | 0   |
| 4.   | Rep. Ceca | 3  | 3 | 0 | 3 | 163 | 227 | -64 |

| Candia 14 luglio 2014, ore 14:45 UTC+3 | Ungheria | 59 – 58 (21-15, 34-28, 42-41) referto | Russia | Heraklion Arena |

| Candia 14 luglio 2014, ore 14:45 UTC+3 | Germania | 78 – 42 (22-21, 41-32, 57-40) referto | Rep. Ceca | Heraklion University Hall |

| Candia 15 luglio 2014, ore 12:30 UTC+3 | Rep. Ceca | 64 – 73 (25-17, 34-30, 44-61) referto | Ungheria | Heraklion Arena |

| Candia 15 luglio 2014, ore 14:45 UTC+3 | Russia | 70 – 58 (14-10, 32-29, 46-40) referto | Germania | Heraklion Arena |

| Candia 16 luglio 2014, ore 12:30 UTC+3 | Rep. Ceca | 57 – 76 (20-17, 29-37, 43-42) referto | Russia | Heraklion University Hall |

| Candia 16 luglio 2014, ore 14:45 UTC+3 | Ungheria | 53 – 63 (12-11, 17-29, 32-35) referto | Germania | Heraklion University Hall |

### Fase a eliminazione diretta

#### Incontri dal 17º al 20º posto
|  | Semifinali 17º/20º posto | Semifinali 17º/20º posto | Semifinali 17º/20º posto |            |           | Finale 17º posto | Finale 17º posto | Finale 17º posto |  |
|  |                          |                          |                          |            |           |                  |                  |                  |  |
|  | Svezia                   | Svezia                   | 58                       |            |           |                  |                  |                  |  |
|  | Svezia                   | Svezia                   | 58                       |            |           |                  |                  |                  |  |
|  | Rep. Ceca                | Rep. Ceca                | 81                       |            |           |                  |                  |                  |  |
|  | Rep. Ceca                | Rep. Ceca                | 81                       |            | Rep. Ceca | Rep. Ceca        | 83               |                  |  |
|  |                          |                          |                          |            | Rep. Ceca | Rep. Ceca        | 83               |                  |  |
|  |                          |                          | Montenegro               | Montenegro | 55        |                  |                  |                  |  |
|  | Ungheria                 | Ungheria                 | Montenegro               | Montenegro | 55        | 59               |                  |                  |  |
|  | Ungheria                 | Ungheria                 |                          |            |           | 59               |                  |                  |  |
|  | Montenegro               | Montenegro               | 70                       |            |           | Finale 19º posto | Finale 19º posto | Finale 19º posto |  |
|  | Montenegro               | Montenegro               | 70                       |            |           |                  |                  |                  |  |
|  |                          |                          |                          |            |           |                  |                  |                  |  |
|  |                          |                          |                          |            |           | Svezia           | Svezia           | 58               |  |
|  |                          |                          |                          |            |           | Svezia           | Svezia           | 58               |  |
|  |                          |                          |                          |            |           | Ungheria         | Ungheria         | 54               |  |

#### Incontri dal 13º al 16º posto
|  | Semifinali 13º/16º posto | Semifinali 13º/16º posto | Semifinali 13º/16º posto |        |          | Finale 13º posto | Finale 13º posto | Finale 13º posto |  |
|  |                          |                          |                          |        |          |                  |                  |                  |  |
|  | Lettonia                 | Lettonia                 | 62                       |        |          |                  |                  |                  |  |
|  | Lettonia                 | Lettonia                 | 62                       |        |          |                  |                  |                  |  |
|  | Germania                 | Germania                 | 67                       |        |          |                  |                  |                  |  |
|  | Germania                 | Germania                 | 67                       |        | Germania | Germania         | 47               |                  |  |
|  |                          |                          |                          |        | Germania | Germania         | 47               |                  |  |
|  |                          |                          | Russia                   | Russia | 52       |                  |                  |                  |  |
|  | Russia                   | Russia                   | Russia                   | Russia | 52       | 67               |                  |                  |  |
|  | Russia                   | Russia                   |                          |        |          | 67               |                  |                  |  |
|  | Bulgaria                 | Bulgaria                 | 63                       |        |          | Finale 15º posto | Finale 15º posto | Finale 15º posto |  |
|  | Bulgaria                 | Bulgaria                 | 63                       |        |          |                  |                  |                  |  |
|  |                          |                          |                          |        |          |                  |                  |                  |  |
|  |                          |                          |                          |        |          | Lettonia         | Lettonia         | 72               |  |
|  |                          |                          |                          |        |          | Lettonia         | Lettonia         | 72               |  |
|  |                          |                          |                          |        |          | Bulgaria         | Bulgaria         | 74               |  |

#### Incontri dal 9º al 12º posto
|  | Semifinali 9/12º posto | Semifinali 9/12º posto | Semifinali 9/12º posto |        |         | Finale 9º posto  | Finale 9º posto  | Finale 9º posto  |  |
|  |                        |                        |                        |        |         |                  |                  |                  |  |
|  | Slovenia               | Slovenia               | 60                     |        |         |                  |                  |                  |  |
|  | Slovenia               | Slovenia               | 60                     |        |         |                  |                  |                  |  |
|  | Polonia                | Polonia                | 79                     |        |         |                  |                  |                  |  |
|  | Polonia                | Polonia                | 79                     |        | Polonia | Polonia          | 79               |                  |  |
|  |                        |                        |                        |        | Polonia | Polonia          | 79               |                  |  |
|  |                        |                        | Italia                 | Italia | 75      |                  |                  |                  |  |
|  | Italia                 | Italia                 | Italia                 | Italia | 75      | 76               |                  |                  |  |
|  | Italia                 | Italia                 |                        |        |         | 76               |                  |                  |  |
|  | Gran Bretagna          | Gran Bretagna          | 67                     |        |         | Finale 11º posto | Finale 11º posto | Finale 11º posto |  |
|  | Gran Bretagna          | Gran Bretagna          | 67                     |        |         |                  |                  |                  |  |
|  |                        |                        |                        |        |         |                  |                  |                  |  |
|  |                        |                        |                        |        |         | Slovenia         | Slovenia         | 82               |  |
|  |                        |                        |                        |        |         | Slovenia         | Slovenia         | 82               |  |
|  |                        |                        |                        |        |         | Gran Bretagna    | Gran Bretagna    | 85               |  |

#### Fase finale
|  | Quarti di finale | Quarti di finale |         |         | Semifinali                | Semifinali                |  |  | Finale | Finale |
|  |                  |                  |         |         |                           |                           |  |  |        |        |
|  |                  |                  |         |         |                           |                           |  |  |        |        |
|  |                  |                  |         |         |                           |                           |  |  |        |        |
|  | Turchia          | 79               |         |         |                           |                           |  |  |        |        |
|  | Turchia          | 79               |         |         |                           |                           |  |  |        |        |
|  | Lituania         | 65               |         |         |                           |                           |  |  |        |        |
|  | Lituania         | 65               | Turchia | 66      |                           |                           |  |  |        |        |
|  |                  |                  | Turchia | 66      |                           |                           |  |  |        |        |
|  |                  | Serbia           | 53      |         |                           |                           |  |  |        |        |
|  | Serbia           | Serbia           | 53      | 90      |                           |                           |  |  |        |        |
|  | Serbia           |                  |         | 90      |                           |                           |  |  |        |        |
|  | Israele          | 85               |         |         |                           |                           |  |  |        |        |
|  | Israele          | 85               | Turchia | 65      |                           |                           |  |  |        |        |
|  |                  |                  | Turchia | 65      |                           |                           |  |  |        |        |
|  |                  | Spagna           | 57      |         |                           |                           |  |  |        |        |
|  | Spagna           | Spagna           | 57      | 50      |                           |                           |  |  |        |        |
|  | Spagna           |                  |         | 50      |                           |                           |  |  |        |        |
|  | Francia          | 46               |         |         |                           |                           |  |  |        |        |
|  | Francia          | 46               | Spagna  | 63      | Finale per il terzo posto | Finale per il terzo posto |  |  |        |        |
|  |                  |                  | Spagna  | 63      | Finale per il terzo posto | Finale per il terzo posto |  |  |        |        |
|  |                  | Croazia          | 61      |         |                           |                           |  |  |        |        |
|  | Croazia          | Croazia          | 61      | 82      | Serbia                    | 79                        |  |  |        |        |
|  | Croazia          |                  |         | 82      | Serbia                    | 79                        |  |  |        |        |
|  | Grecia           | 68               |         | Croazia | 66                        |                           |  |  |        |        |
|  | Grecia           | 68               |         |         | 66                        |                           |  |  |        |        |
|  |                  |                  |         |         |                           |                           |  |  |        |        |
|  |                  |                  |         |         |                           |                           |  |  |        |        |

|  | Semifinali 5/8º posto | Semifinali 5/8º posto | Semifinali 5/8º posto |        |          | Finale 5º posto | Finale 5º posto | Finale 5º posto |  |
|  |                       |                       |                       |        |          |                 |                 |                 |  |
|  | Lituania              | Lituania              | 81                    |        |          |                 |                 |                 |  |
|  | Lituania              | Lituania              | 81                    |        |          |                 |                 |                 |  |
|  | Israele               | Israele               | 75                    |        |          |                 |                 |                 |  |
|  | Israele               | Israele               | 75                    |        | Lituania | Lituania        | 77              |                 |  |
|  |                       |                       |                       |        | Lituania | Lituania        | 77              |                 |  |
|  |                       |                       | Grecia                | Grecia | 73       |                 |                 |                 |  |
|  | Francia               | Francia               | Grecia                | Grecia | 73       | 72              |                 |                 |  |
|  | Francia               | Francia               |                       |        |          | 72              |                 |                 |  |
|  | Grecia                | Grecia                | 81                    |        |          | Finale 7º posto | Finale 7º posto | Finale 7º posto |  |
|  | Grecia                | Grecia                | 81                    |        |          |                 |                 |                 |  |
|  |                       |                       |                       |        |          |                 |                 |                 |  |
|  |                       |                       |                       |        |          | Israele         | Israele         | 68              |  |
|  |                       |                       |                       |        |          | Israele         | Israele         | 68              |  |
|  |                       |                       |                       |        |          | Francia         | Francia         | 55              |  |

## Classifica finale
| Campione d'Europa | Campione d'Europa | Campione d'Europa | Campione d'Europa |
| --- | ----------------- | --- | ----------------- |
| Turchia under 204 Çevik, 5 Şanlı, 6 Osman, 7 Türen, 8 Birsen, 9 Koşut, 10 Coşar, 11 Özmızrak, 12 Demir, 13 Altunbey, 14 Yaşar, 15 Erülkü, All. Erhan Toker |                   | |                   |
| Argento | Spagna            | Spagna under 204 Martín, 5 Paulí, 6 Vicedo, 7 Brizuela, 8 Sans, 9 G. Hernangómez, 10 Díaz, 11 Saiz, 12 Abalde, 13 Nogués, 14 J. Hernangómez, 15 Iriarte, All. Jaume Ponsarnau                                      |                   |
| Bronzo | Serbia            | Serbia under 204 Đorđević, 5 Rebić, 6 Pot, 7 Kaplanović, 8 Dobrić, 9 Aranitović, 10 Novak, 11 Jaramaz, 12 Janković, 13 Andrić, 14 Šalić, 15 Tejić, All. Dejan Mijatović                                            |                   |
| 4. | Croazia           | Croazia under 204 Bašić, 5 Marinelli, 6 Gulam, 7 Bošnjak, 8 Demo, 9 Mavra, 10 Brzoja, 11 Gabrić, 12 Bundović, 13 Bačak, 14 Marić, 15 Žganec, All. Damir Milačić                                                    |                   |
| 5. | Lituania          | Lituania under 204 Žalalis, 5 Tamulis, 6 Kubilius, 7 Gintvainis, 8 Lekavičius, 9 Dimša, 10 Stašelis, 11 Jankaitis, 12 Krestinin, 13 Grigonis, 14 Griciūnas, 15 Tarolis, All. Tomas Masiulis                        |                   |
| 6. | Grecia            | Grecia under 204 Mpochōridīs, 5 Liapīs, 6 Poulianitīs, 7 Spyridōnidīs, 8 Christodoulou, 9 Papapetrou, 10 Spyropoulos, 11 Kouzeloglou, 12 Kamperidīs, 13 Agravanīs, 14 Diamantakos, 15 Maragkos, All. Kōstas Missas |                   |
| 7. | Israele           | Israele under 204 Szuchman, 5 Sharon, 6 Ariel, 7 Gutt, 8 Kikus, 9 Mor, 10 Geffen, 11 Segev, 12 Menco, 13 Zalmanson, 14 Ginat, 15 Koulechov, All. Sharon Drucker                                                    |                   |
| 8. | Francia           | Francia under 204 Rozenfeld, 5 Lessort, 6 Sene, 7 Pontens, 8 Labanca, 9 Bouteille, 10 Luwawu-Cabarrot, 11 Chassang, 12 Dallo, 13 Biog, 14 Jaiteh, 15 Yabusele, All. Jean-Aimé Toupane                              |                   |
| 9. | Polonia           | Polonia under 204 Grzeliński, 5 Schenk, 6 Morawiec, 7 Zegzuła, 8 Garbacz, 9 Struski, 10 Jeszke, 11 Radwański, 12 Szymkiewicz, 13 Borowski, 14 Patoka, 15 Witliński, All. Mariusz Niedbalski                        |                   |
| 10. | Italia            | Italia under 204 Cucco, 5 Spissu, 6 Ikangi, 7 Laquintana, 8 Fontecchio, 9 De Vico, 10 Turel, 11 Akele, 12 Marini, 13 Bossi, 14 Candussi, 15 Landi, All. Stefano Sacripanti                                         |                   |
| 11. | Gran Bretagna     | Gran Bretagna under 204 Graham, 5 Okros, 6 Nelson, 7 Spencer, 8 Mvuezolo, 9 Murtagh, 10 Young, 11 Mackay, 12 Sentance, 13 Mascall-Wright, 14 Lawson, 15 Bigby-Williams, All. Douglas Leichner                      |                   |
| 12. | Slovenia          | Slovenia under 204 Nikolić, 5 Kastrati, 6 Zatežič, 7 Rizman, 8 Kokol, 9 Rebec, 10 Dolensek, 11 Ritlop, 12 Stražar, 13 Gabrovšek, 14 Karavdić, 15 Bolčina, All. Damjan Novaković                                    |                   |
| 13. | Russia            | Russia under 204 Kašin, 5 Krečetov, 6 Martynov, 7 Annaev, 8 Babuškin, 9 Kulagin, 10 Gan'kevič, 11 Il'nickij, 12 Dojnikov, 13 Desjatnikov, 14 Pylaev, 15 Kanygin, All. Michail Michajlov                            |                   |
| 14. | Germania          | Germania under 204 Geske, 5 Ugrai, 6 Merz, 7 Müller, 8 Bryant, 9 Akpınar, 10 Lockhart, 11 Joos, 12 Ogbe, 13 Jorch, 14 Baues, 15 Thiemann, All. Frank Menz                                                          |                   |
| 15. | Bulgaria          | Bulgaria under 204 Ivkov, 5 Marinov, 6 Mihajlov, 7 Vezenkov, 8 Stojanov, 9 Karamfilov, 10 Minkov, 11 Grozev, 12 Hristov, 13 Pejčinov, 14 Vutev, 15 Galabov, All. Petko Delev                                       |                   |
| 16. | Lettonia          | Lettonia under 204 Gludītis, 5 Engers, 6 Krastiņš, 7 Štelmahers, 8 Žvīgurs, 9 Plavnieks, 10 Geks, 11 Gromovs, 12 Pāže, 13 Šmits, 14 Lasmanis, 15 Pasečņiks, All. Nikolajs Mazurs                                   |                   |
| 17. | Rep. Ceca         | Rep. Ceca under 204 Dedek, 5 Pumprla, 6 Kouřil, 7 Choleva, 8 Festr, 9 Soukal, 10 Šlechta, 11 Stegbauer, 12 Krivanek, 13 Slanina, 14 Heinzl, 15 Peterka, All. Miroslav Marko                                        |                   |
| Retrocesse in Division B |                   | |                   |
| 18. | Montenegro        | Montenegro under 204 Đurović, 5 Raičević, 6 Mrdak, 7 Žižić, 8 Vušović, 9 Vrbica, 10 Milović, 11 Miković, 12 Pavićević, 13 Kovačević, 14 Pajović, 15 Drašković, All. Mihailo Pavićević                              |                   |
| 19. | Svezia            | Svezia under 204 Kovacek, 5 Schüberg, 6 Spires, 7 Lindström, 8 Dawit, 9 Ramstedt, 10 Löfberg, 11 Eliasson, 12 Ismaili, 13 Jädersten, 14 Larsson, 15 Bergäng, All. Tommie Hansson                                   |                   |
| 20. | Ungheria          | Ungheria under 204 Bazsó, 5 Bán, 6 Simon, 7 Sinkovits, 8 Bakk, 9 Perl, 10 Váradi, 11 Csákvári, 12 Török, 13 Bognar, 14 Molnár, 15 Garamvölgyi, All. Attila Váradi                                                  |                   |

## Division B
Il torneo di Division B si è svolto a Sarajevo, in Bosnia-Erzegovina, dal 10 al 20 luglio 2014. Le prime tre classificate sono state promosse al FIBA EuroBasket Under-20 2015.
| Legenda                |
| ---------------------- |
| Promosse in Division A |

| Pos.    | Squadra              |
| ------- | -------------------- |
| Oro     | Bosnia ed Erzegovina |
| Argento | Belgio               |
| Bronzo  | Ucraina              |
| 4º      | Bielorussia          |
| 5º      | Paesi Bassi          |
| 6º      | Portogallo           |
| 7º      | Finlandia            |
| 8º      | Cipro                |
| 9º      | Romania              |
| 10º     | Georgia              |
| 11º     | Austria              |
| 12º     | Estonia              |
| 13º     | Lussemburgo          |
| 14º     | Svizzera             |

## Statistiche
Le statistiche sono aggiornate alla conclusione della manifestazione, ed includono i giocatori che hanno disputato almeno il 50% degli incontri
Punti
| Pos. | Nome                | Gioc. | P.ti | PPG  |
| ---- | ------------------- | ----- | ---- | ---- |
| 1    | Aleksandăr Vezenkov | 9     | 174  | 19,3 |
| 2    | Milija Miković      | 9     | 165  | 18,3 |
| 3    | Martin Peterka      | 9     | 147  | 16,3 |
| 4    | Rolands Šmits       | 9     | 144  | 16,0 |
| 5    | Nikola Janković     | 10    | 155  | 15,5 |

Rimbalzi
| Pos. | Nome                | Gioc. | Rimb. | RPG  |
| ---- | ------------------- | ----- | ----- | ---- |
| 1    | Aleksandăr Vezenkov | 9     | 101   | 11,2 |
| 2    | Nikola Janković     | 10    | 94    | 9,4  |
| 3    | Mikołaj Witliński   | 9     | 84    | 9,3  |
| 4    | Milija Miković      | 9     | 81    | 9,0  |
| 5    | Mouhammadou Jaiteh  | 10    | 86    | 8,6  |

Assist
| Pos. | Nome            | Gioc. | Ass. | APG |
| ---- | --------------- | ----- | ---- | --- |
| 1    | Matic Rebec     | 9     | 81   | 9,0 |
| 2    | Naor Sharon     | 10    | 59   | 5,9 |
| 3    | Alexander Young | 9     | 47   | 5,2 |
| 4    | Serdar Annaev   | 9     | 43   | 4,8 |
| 5    | Jan Grzeliński  | 9     | 42   | 4,7 |

Rubate
| Pos. | Nome            | Gioc. | Rub. | SPG |
| ---- | --------------- | ----- | ---- | --- |
| 1    | Alberto Díaz    | 10    | 25   | 2,5 |
| 3    | Michail Kulagin | 7     | 13   | 1,9 |
| 3    | Michaīl Liapīs  | 10    | 18   | 1,8 |
| 4    | Matic Rebec     | 9     | 16   | 1,8 |
| 5    | Kristóf Simon   | 7     | 12   | 1,7 |

Stoppate
| Pos. | Nome               | Gioc. | Stop. | BPG |
| ---- | ------------------ | ----- | ----- | --- |
| 1    | Emircan Koşut      | 10    | 22    | 2,2 |
| 2    | Andrej Desjatnikov | 9     | 17    | 1,9 |
| 3    | Marko Tejić        | 10    | 18    | 1,8 |
| 4    | Anžejs Pasečņiks   | 9     | 16    | 1,8 |
| 5    | Ben Lawson         | 8     | 13    | 1,6 |

Minuti
| Pos. | Nome                 | Gioc. | Min. | MPG  |
| ---- | -------------------- | ----- | ---- | ---- |
| 1    | Aleksandăr Vezenkov  | 9     | 323  | 35,9 |
| 2    | Milija Miković       | 9     | 315  | 35,0 |
| 3    | Matic Rebec          | 9     | 306  | 34,0 |
| 4    | Michaīl Liapīs       | 10    | 339  | 33,9 |
| 5    | Leuterīs Mpochōridīs | 10    | 339  | 33,9 |

## Riconoscimenti ai giocatori

### MVP del torneo
- Cedi Osman

### Miglior quintetto del torneo
- Cedi Osman
- Aleksandăr Vezenkov
- Matic Rebec
- Nikola Janković
- Guillermo Hernangómez